# Alain Leempoel
Alain Leempoel est un comédien belge né le 30 novembre 1960.

## Biographie
Alain Leempoel fait ses études secondaires à l'Athénée royal d’Uccle 1 où il a été un membre très actif de la troupe de théâtre dirigée par le professeur Jacques Kroïtor.  Il y a joué avec Marianne Basler, Michel Kacenelenbogen, Christian Labeau. Il a eu Paul Pettiaux comme professeur de français, qui l'a emmené à des nombreuses pièces de théâtre au Théâtre Jean Vilar (Louvain-la-Neuve), au Théâtre national de Belgique, le Rideau de Bruxelles.
Il a fait ses études d'art dramatique au Conservatoire royal de Bruxelles dans la classe d’André Debaar (Premier prix en 1981).
Dans les années 1980, il joue sur des scènes bruxelloises, le Théâtre national de Belgique, le Rideau de Bruxelles, le Théâtre royal des Galeries, etc.
Il obtient un premier rôle dans un téléfilm de la RTBF et sera aussi un et protagonistes du feuilleton télévisé Le Bonheur d'en face avec Annie Cordy (26 épisodes).
Entre 1988 et 2004, Pierre Arty lui confie la direction de l’Association des arts et de la culture (ADAC). Il quitte cette fonction en 2004, souhaitant reprendre plus largement son travail de comédien. En 2005, il crée Panache Diffusion.

### Metteur en scène
- 2015 : Deux hommes tout nus de Sébastien Thiéry, Théâtre Le Public (Bruxelles)
- 2017 : La Porte à côté de Fabrice Roger-Lacan, Théâtre royal des Galeries (Bruxelles)
- 2017 : Nos femmes d'Éric Assous, Théâtre royal des Galeries (Bruxelles)
- 2018 : Festen de Thomas Vinterberg, Droh!me (hippodrome de Boistfort, Bruxelles)
- 2019 : La Vénus à la fourrure de David Ives, Théâtre Le Public (Bruxelles)
- 2020 : Les caprices de Marianne d’Alfred de Musset, Théâtre Royal du Parc[4] (Bruxelles)
- 2021 : La dame à la camionnette d’Alan Bennett
- 2022 : Le facteur cheval ou le rêve d’un fou de Nadine Monfils, Théâtre des Halles dans le cadre du Festival Off d’Avignon
- 2023: Le Père de Florian Zeller, Théâtre Le Public (Bruxelles)
- 2024: Fallait pas le dire de Salomé Lelouch, Théâtre des Galeries (Bruxelles)

### Comédien
- 1998 : « Art » - Marc - rejoué en 1999, 2001, 2008, 2010, 2022, 2023
- 2000 : Variations énigmatiques - Erik Larsen - rejoué en 2003
- 2002 : Un mari idéal - vicomte Arthur Goring
- 2004 : Le Libertin - Diderot - rejoué en 2006
- 2005 : Un petit jeu sans conséquence - Serge
- 2007-2011 : Scènes de la vie conjugale - Johan
- 2007 : Lune de miel - Eliot
- 2010 : Sincèrement - Paul
- 2011-2017 : Le Tour du Monde en 80 jours - Phileas Fogg
- 2011 : Confidences trop intimes : William Faber
- 2012 : Qui est monsieur Schmitt ? - M. Bélier/Schmitt
- 2013-2014 : Race - Jack Lawson
- 2014-2017 : Conversation avec ma mère - Jaime
- 2016 : Kennedy - John Fitzgerald Kennedy - rejoué en 2018[5]
- 2017 : Nos Femmes - Simon[6]
- 2023: Le Fils - le père
- 2024: Fallait pas le dire

## Filmographie

### Cinéma
- 2006 : Odette Toulemonde - le médecin
- 2006 : Anton T - maître Kruger
- 2008 : Le Cri du silence, court-métrage de Bruno Nicolas - Marc
- 2008 : Get Born - le professeur
- 2012 : Une place sur la Terre, de Fabienne Godet - un médecin urgentiste
- 2013 : Tu veux ou tu veux pas - Serge Kosian
- 2016 : À bras ouverts, de Philippe de Chauveron - le maire[réf. nécessaire]
- 2016 : Faut pas lui dire, de Solange Cicurel - vendeur du Brico

### Télévision
- 1989 : Le Bonheur d'en face - Jean-Philippe Beaulieu
- 1993 : Embrasse-moi vite ! - Philippe
- 1998 : La Balle au bond - le docteur Alric
- 1999 : Tombé du nid - Robert
- 2001 : L'Étrange Monsieur Joseph - président du tribunal
- 2007 : Sauveur Giordano (épisode Le Petit Témoin) - Virgile Gaillac
- 2008 : Un crime très populaire - le procureur
- 2009 : À tort ou à raison (épisode L'Affaire Leila) - Éric
- 2009 : La Marquise des ombres - François
- 2011 : À tort ou à raison - Éric
- 2012 : À dix minutes des naturistes - un voisin
- 2013 : À tort ou à raison : Éric
- 2018 : Les Rivières pourpres d'Ivan Féguyères - le Maire
- 2020 : Moloch d'Arnaud Malherbe (mini série)

## Distinctions
- 2018 : Prix Evening Experience 2018 pour Festen[7]